# Journal of the Philosophy of History
Journal of the Philosophy of History (JPH) es una revista académica de filosofía revisada por pares que se centra en la filosofía de la historia. Se publica tres veces al año por la editorial Brill. JPH está radicada institucionalmente en el Centro de Estudios Filosóficos de la Historia de la Universidad de Oulu, Finlandia. Es una de las pocas revistas, junto a History and Theory, con un enfoque explícito en cuestiones filosóficas relacionadas con la historia y la historiografía. La revista contiene artículos de investigación originales, reseñas de libros y ensayos de revisión extensa.
JPH fue fundada y editada en 2007 por el filósofo de la historia holandés Frank Ankersmit. Desde 2017 estuvo bajo la dirección de Jouni-Matti Kuukkanen, filósofo de la historia y director del Centro de Estudios Filosóficos de la Historia de la Universidad de Oulu. Actualmente su director en jefe es Chiel van den Akker, profesor de filosofía de la historia en la Universidad Libre de Ámsterdam. 
El consejo editorial está formado por Giuseppina D'Oro (Universidad de Keele), Allan Megill (Universidad de Virginia), Marek Tamm (Universidad de Tallin) y Verónica Tozzi Thompson (Universidad de Buenos Aires). Eugen Zeleňák (Universidad Católica de Ruzomberok) es el editor de la revisión y Georg Gangl(Universidad de Oulu) actúa como asistente editorial.
La revista está indexada en Scopus  y Web of Science.